# Sphecius
Sphecius és un gènere d'himenòpters apòcrits de la família Crabronidae. Són predadors grans i solitaris que nien en el sòl. Cacen cicàdids (cigales) per alimentar a les seves cries. Les paralitzen amb el seu agulló. Hi ha al voltant de 20 espècies al món. La major diversitat es troba en el nord d'Àfrica i a Àsia central.
A l'Amèrica del Nord se'n diu "cicada killers", que vol dir "assassines de cigales". Aquest nom es refereix especialment a les de l'espècie S. speciosus per bé que també inclou de vegades els gèneres relacionats Liogorytes de Sud-amèrica i Exeirus d'Austràlia.
Altres espècies de la tribu Gorytini també s'especialitzen a caçar membres de Cicadomorpha.

## Taxonomia
- Sphecius antennatus (Klug, 1845) (Europa Sud i Est, Pròxim Orient, Àsia central)
- Sphecius citrinus Arnold, 1929 (Àfrica del Sud)
- Sphecius claripennis Morice, 1911 (Àfrica del Nord)
- Sphecius conicus (Germar, 1817) (Península Balcànica, Kazakhstan, Turquia, Grècia)
  - Sphecius conicus creticus de Beaumont, 1965 (Creta)
  - Sphecius conicus syriacus (Klug, 1845) (Síria a la Xina)
- Sphecius convallis Patton, 1879 (Mèxic: Baja California, Chihuahua, Jalisco, Nuevo León, Querétaro, San Luis Potosí, Sinaloa, Sonora; USA: Arizona, Califòrnia, Colorado, Idaho, Nou Mèxic, Nevada, Oregon, Texas, Utah, Washington)
- Sphecius grandidieri (de Saussure, 1887) (Madagascar)
- Sphecius grandis (Say, 1823) (Costa Rica; Mèxic: Baja California, Chihuahua, Jalisco, Nuevo León, Tamaulipas, Yucatán; Nicaragua; USA: Arizona, Califòrnia, Colorado, Idaho, Kansas, Nebraska, Nou Mèxic, Nevada, Oklahoma, Oregon, Texas, Utah, Washington)
- Sphecius hemixanthopterus Morice, 1911 (Algeria)
- Sphecius hogardii (Latreille, 1806) (Bahamas, Illes Caiman, Cuba, República Dominicana, Jamaica, Florida)
  - Sphecius hogardii bahamas Krombein, 1953 (Bahames)
- Sphecius intermedius Handlirsch, 1895 (Algèria)
- Sphecius lutescens (Radoszkowski, 1877) (Àsia central)
- Sphecius malayanus Handlirsch, 1895 (Indonèsia: Timor, Sumbava)
- Sphecius milleri R.Turner, 1915 (Zàmbia)
  - Sphecius milleri aurantiacus Arnold, 1940 (Etiòpia)
- Sphecius nigricornis (Dufour, 1838) (Europa Sud i Central, Àfrica del Nord)
- Sphecius pectoralis (F.Smith, 1856) (Austràlia)
- Sphecius persa Gussakovskij, 1933 (Iran, Afganistan)
- Sphecius quartinae (Gribodo, 1884) (Guinea, Somàlia)
- Sphecius schulthessi Roth, 1951 (Àfrica del Nord)
- Sphecius speciosus (Drury, 1773) (Amèrica Central i Amèrica del Nord: Hondures a Canadà)
- Sphecius spectabilis (Taschenberg, 1875) (Brasil, Argentina)
- Sphecius uljanini (Radoszkowski, 1877) (Kazakhstan, Turkmenistan, Iran)